# Seward Highway
Der Seward Highway ist eine Straße im amerikanischen Bundesstaat Alaska, die sich über eine Länge von 201 Kilometern (125 Meilen) zwischen Seward und Anchorage erstreckt. Er wurde 1951 fertiggestellt und führt über die Kenai-Halbinsel, durch den Chugach National Forest, den Cook Inlet und die Kenai Mountains. Der Seward Highway ist für die ersten 60 km (37 mi) bis zum Sterling Highway als Alaska Route 9 gekennzeichnet. Über die restliche Strecke nach Anchorage wird er als Alaska Route 1 bezeichnet. An der Kreuzung mit dem Sterling Highway dreht die Alaska Route 1 nach Westen ab Richtung Sterling und Homer. Etwa 13 km (8 mi) des Highways befinden sich innerhalb der Stadtgrenzen Anchorages, wo er als Freeway ausgebaut ist. In Anchorage endet der Highway an der Kreuzung mit der 5th Avenue.
Der erste Abschnitt des Steward Highways wurde bereits 1923 fertiggestellt; der Bau der gesamten Straße wurde am 9. Oktober 1951 beendet. 1952 wurde die ganze Strecke asphaltiert. 1989 wurde der Highway vom United States Forest Service als scenic byway ausgezeichnet.

## Routenverlauf
| Ortschaft         | Meile | Kilometer | Kreuzung mit                  |
| ----------------- | ----- | --------- | ----------------------------- |
| Seward            | 0     | 0         | Railway Avenue                |
| Bear Creek        | 4     | 6         | Herman Leirer Road            |
| Primrose          | 17    | 27        | Primrose Spur Road            |
| Moose Pass        | 36–37 | 59–60     | Alaska Route 1 Alaska Route 9 |
|                   | 56    | 90        | Hope Highway                  |
| Portage-Gletscher | 78    | 126       | Portage-Gletscher-Highway     |
| Anchorage         | 125   | 202       | East 20th Avenue              |

## Galerie

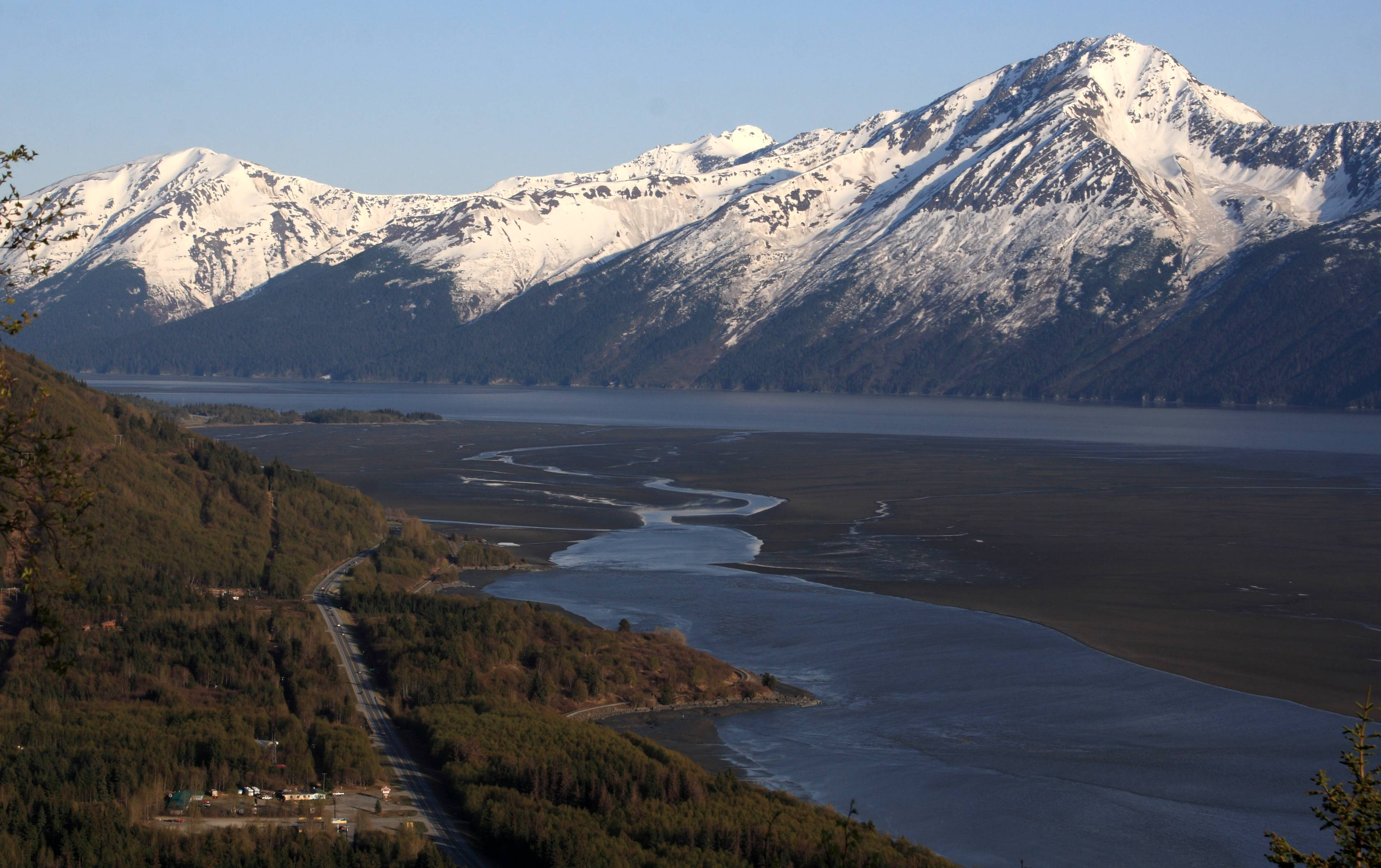
Der Highway zwischen Chugach Mountains und Turnagain Arm, im Hintergrund die Kenai Mountains
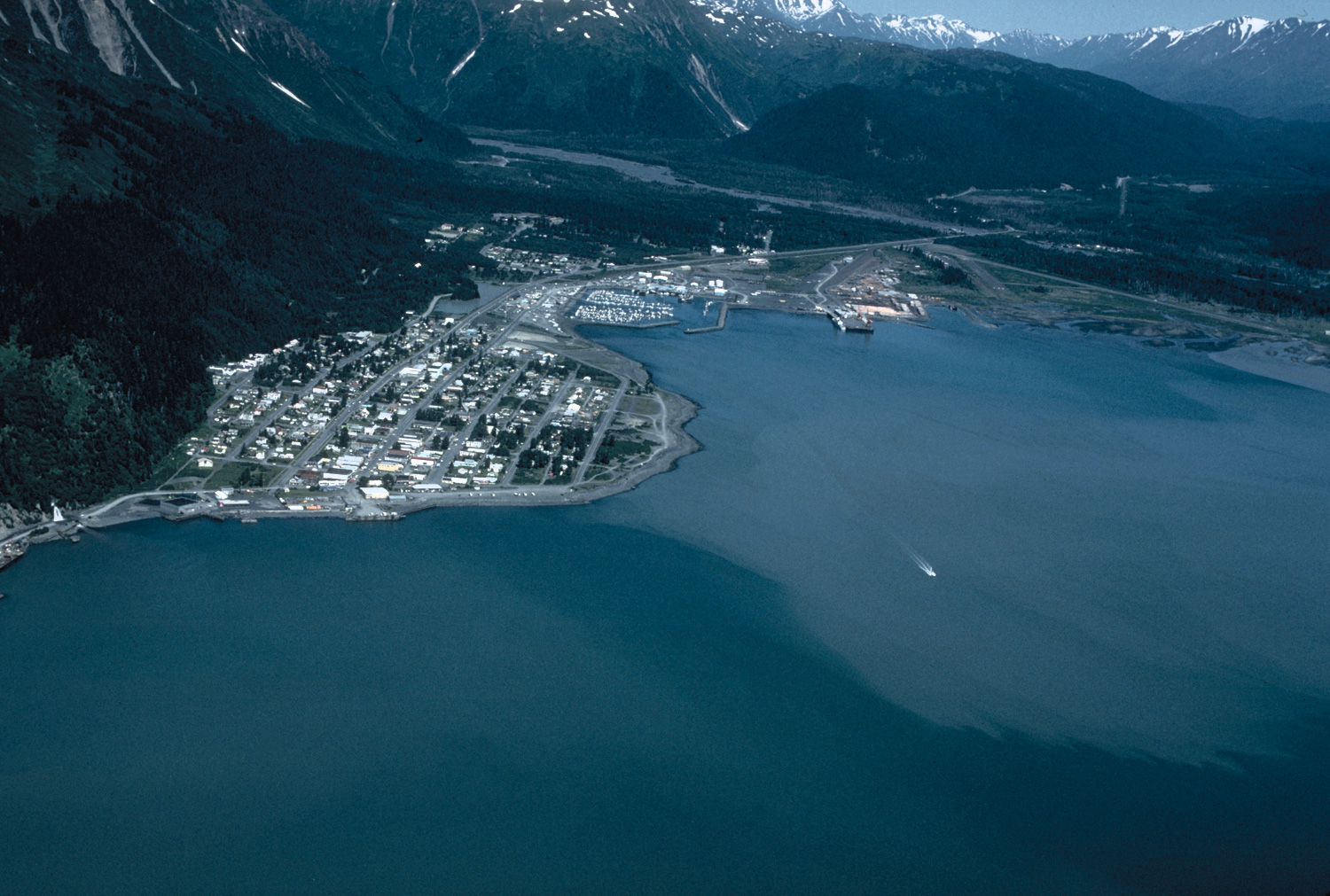
Überblick über Seward und Umgebung, inklusive Bear Creek. Das südliche Ende des Highways verläuft durch die Bildmitte
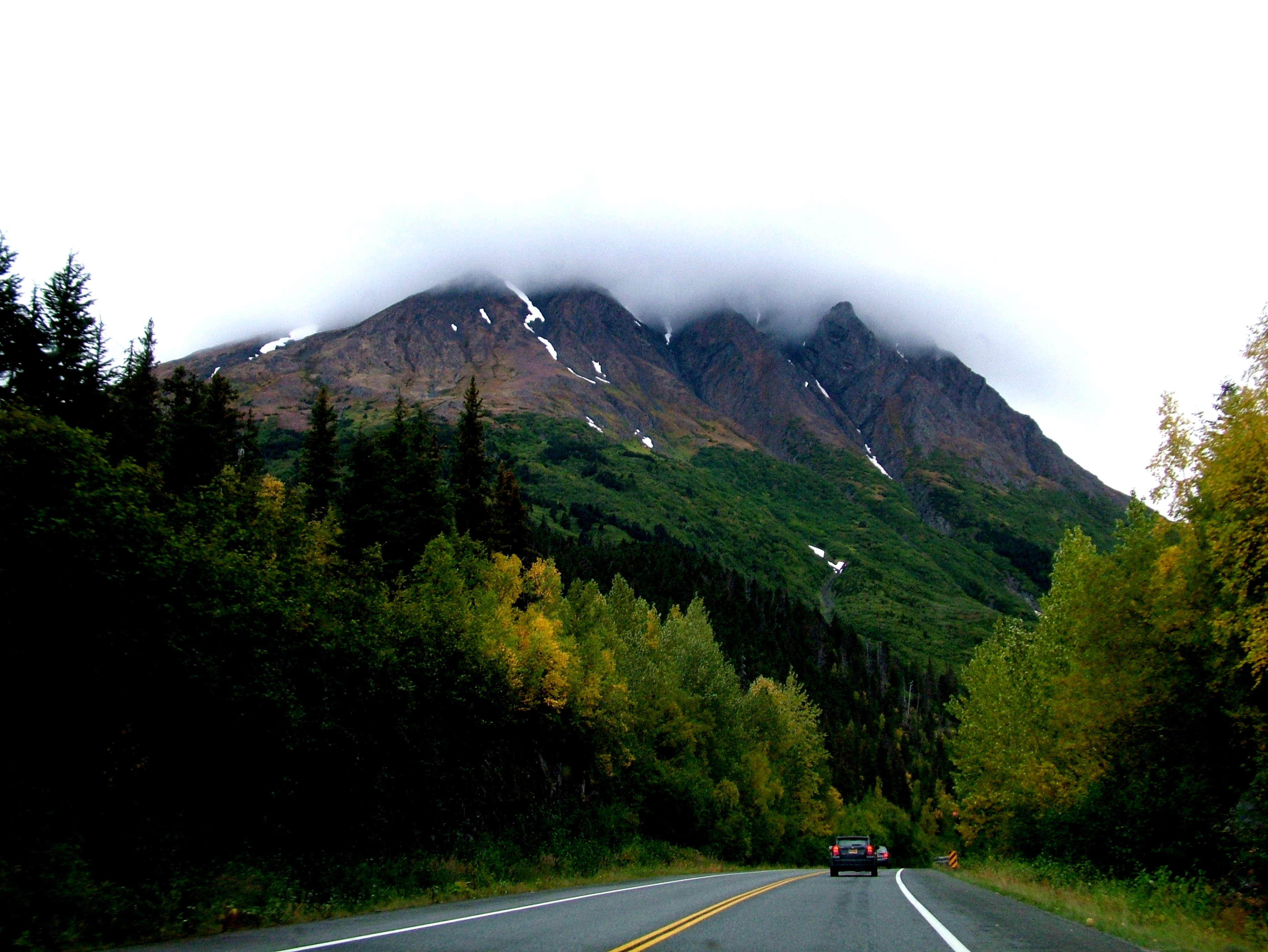
Seward Highway im Chugach National Forest
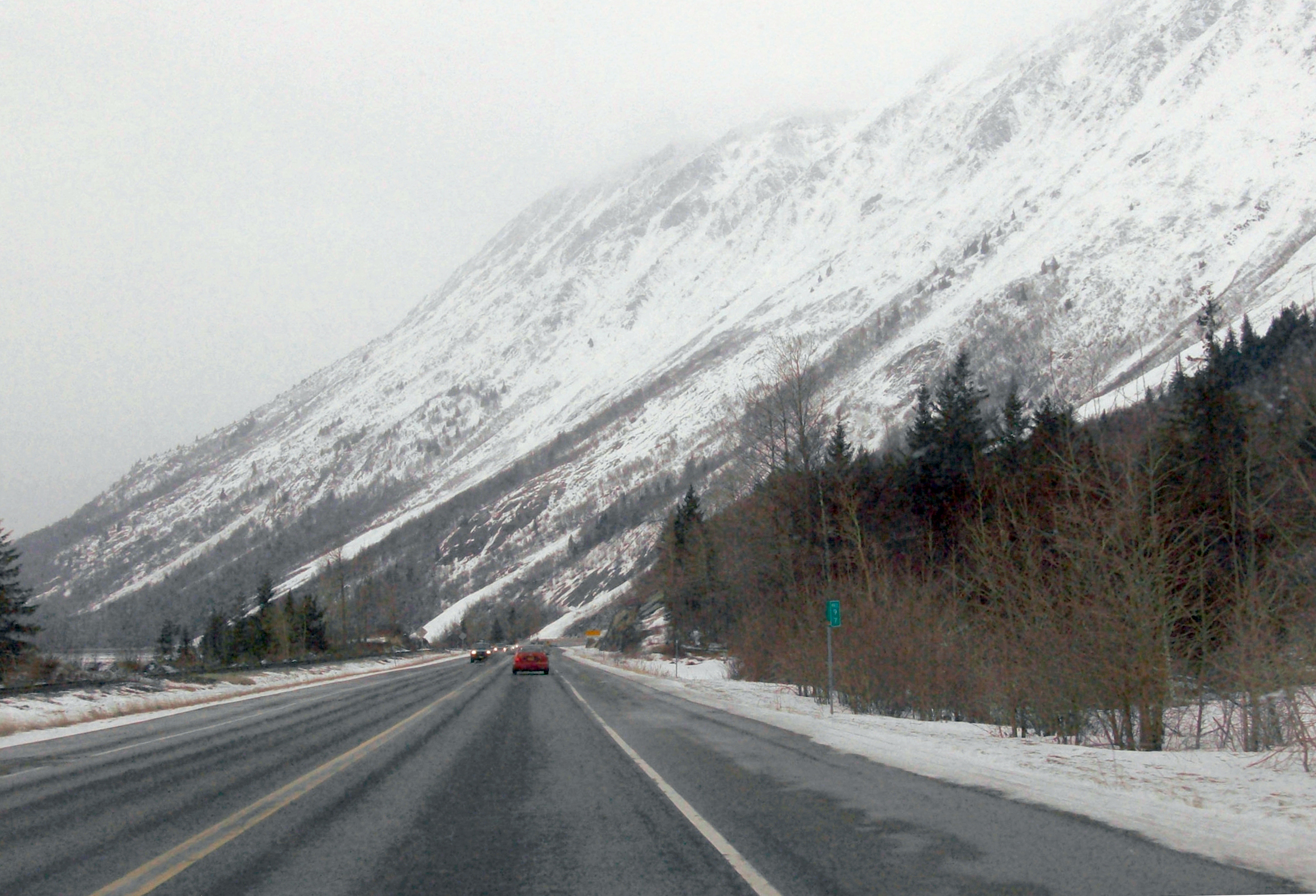
Winterliche Ansicht des Highways bei Kilometer 156 (Meile 97), Blickrichtung Norden, im Hintergrund die Chugach Mountains, links der Straße die Schienen der Alaska Railroad
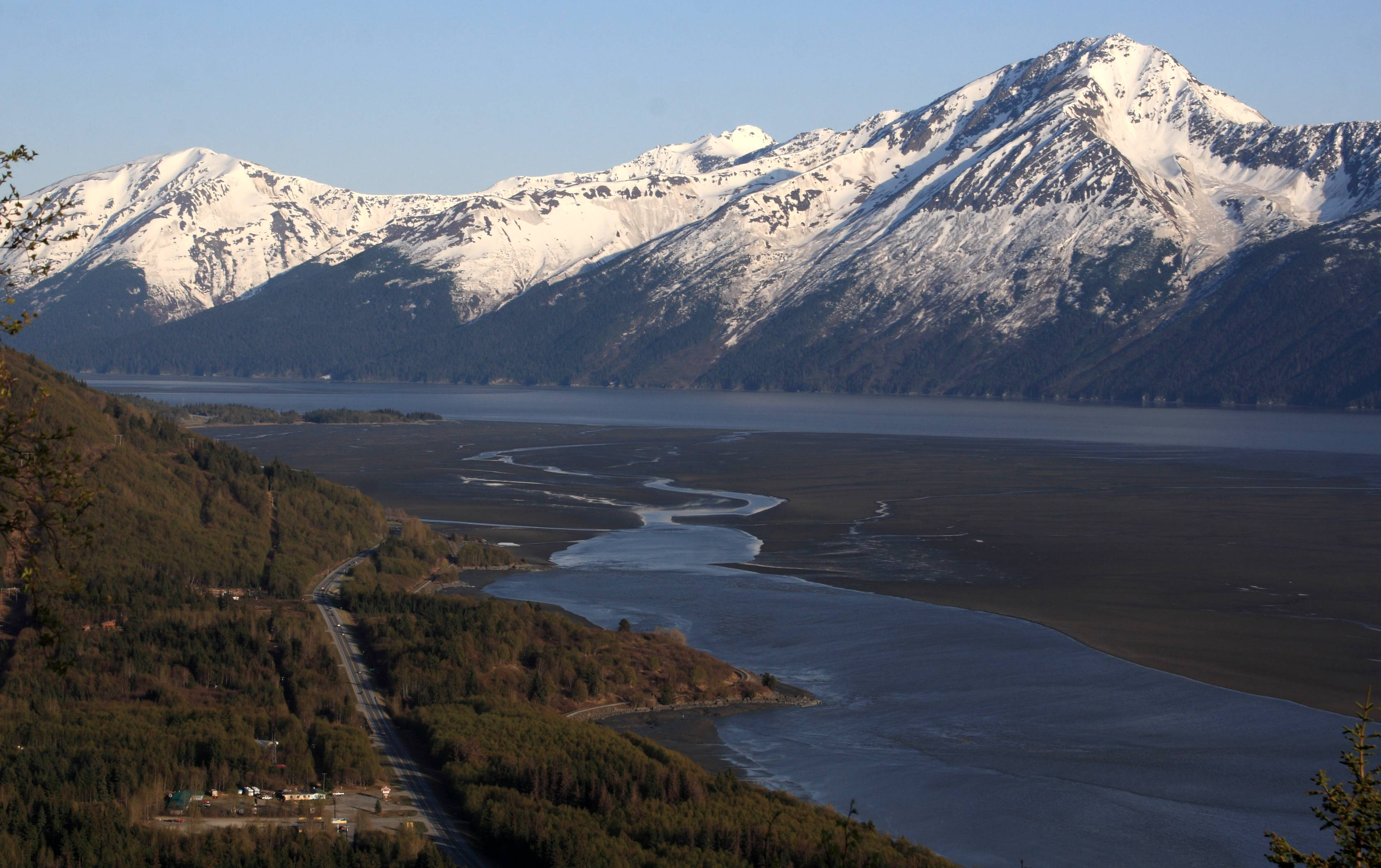
Überblick über den Highway. Im Hintergrund sieht man den Cook Inlet und die Kenai Mountains
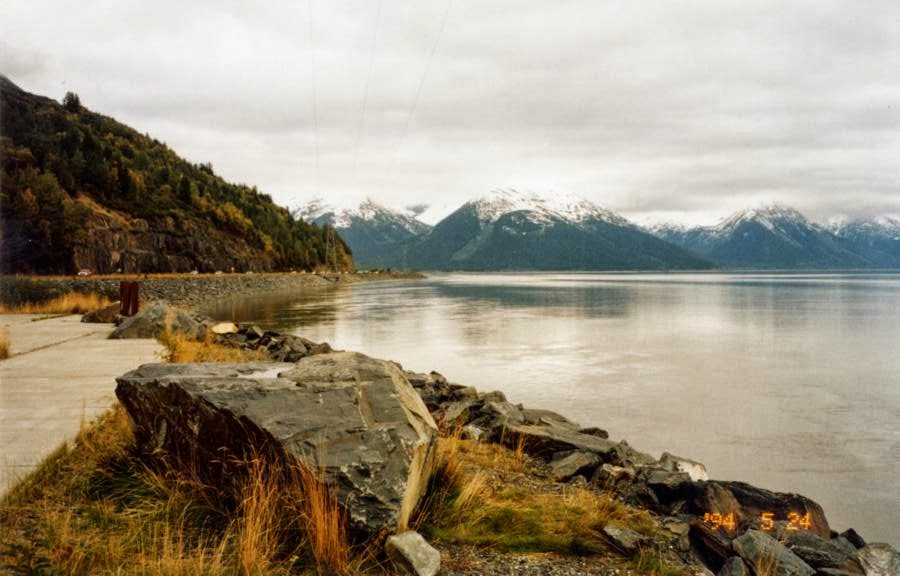
Nicht weit von Bird Point
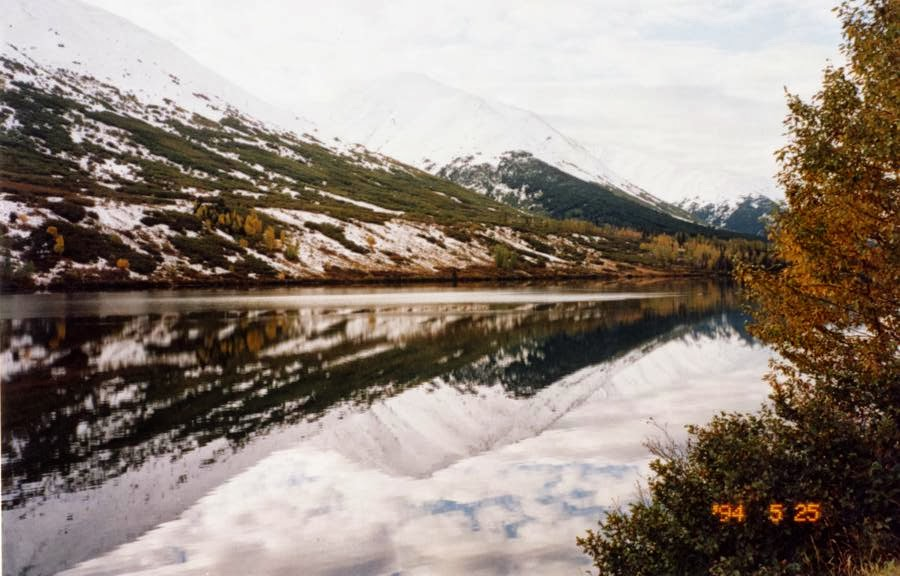
Summit Lake